# Long Phước, Bến Cầu
Long Phước là một xã thuộc huyện Bến Cầu, tỉnh Tây Ninh, Việt Nam.

## Địa lý
Xã Long Phước có vị trí địa lý:
- Phía đông giáp các xã Long Giang, Long Khánh và Long Chữ
- Phía tây giáp xã Prey Ta Ei, huyện Svey Theab, tỉnh Svay Rieng, Campuchia
- Phía nam giáp xã Monourom, huyện Svey Theab, tỉnh Svay Rieng, Campuchia
- Phía bắc giáp xã Ninh Điền, huyện Châu Thành.

Xã Long Phước có diện tích 32,79 km², dân số năm 2019 là 1.696 người, mật độ dân số đạt 52 người/km².

## Hành chính
Xã Long Phước được chia thành 3 ấp: Phước Tây, Phước Đông, Phước Trung.